# Copacabana
Copacabana è un quartiere (bairro) della Zona Sud della città di Rio de Janeiro in Brasile, noto per la sua spiaggia sabbiosa lunga circa 6 chilometri. È una delle quattro località individuate per ospitare le gare delle olimpiadi estive del 2016, insieme a Deodoro, Barra da Tijuca e Maracanã.

## Descrizione
La zona inizialmente era chiamata Sacopenapã fino alla metà del XVIII secolo, quando venne costruita una cappella votiva contenente una copia della Vergine di Copacabana, un'immagine sacra molto venerata in Sud America, contenuta nel santuario di Copacabana, in Bolivia. Il 6 luglio 1982 venne incorporata nella città.
Copacabana inizia su Avenida Princesa Isabel e termina al Posto Seis (la torretta numero 6 dei bagnini) vicino al Forte de Copacabana. Oltre Copacabana si trova la piccola spiaggia di Arpoador, seguita dal famoso quartiere di Ipanema e quindi da quello di Leblon. La spiaggia di Copacabana si estende dal Posto Dois (la torretta numero 2) al Posto Seis. Leme si trova al Posto Um (torretta numero 1). Ci sono tre stazioni della metropolitana, a Siqueira Campos, Cardeal Arcoverde e Cantagalo per i collegamenti con il resto della città.
Copacabana ospita 400.000 persone, che lo rendono uno dei quartieri più densamente popolati al mondo. La passeggiata è punteggiata da alberghi costosi, ristoranti, bar, locali notturni ed edifici residenziali. Il marciapiede ha un motivo tipico ad onde che si dispiega su entrambi i lati per tutta la lunghezza del quartiere.
La spiaggia ospita milioni di persone durante gli annuali festeggiamenti per il capodanno, ed è stata spesso la sede ufficiale della FIFA Beach Soccer World Cup.
La spiaggia bianca è punteggiata di campi da beach volley, beach soccer e footvolley dove giocano tutto il giorno migliaia di persone.
Nell'agosto 2016, la spiaggia ha ospitato le gare di beach volley maschile e femminile dei Giochi della XXXI Olimpiade. Per l'occasione è stata costruita una struttura temporanea in grado di accogliere fino a 12 000 persone.

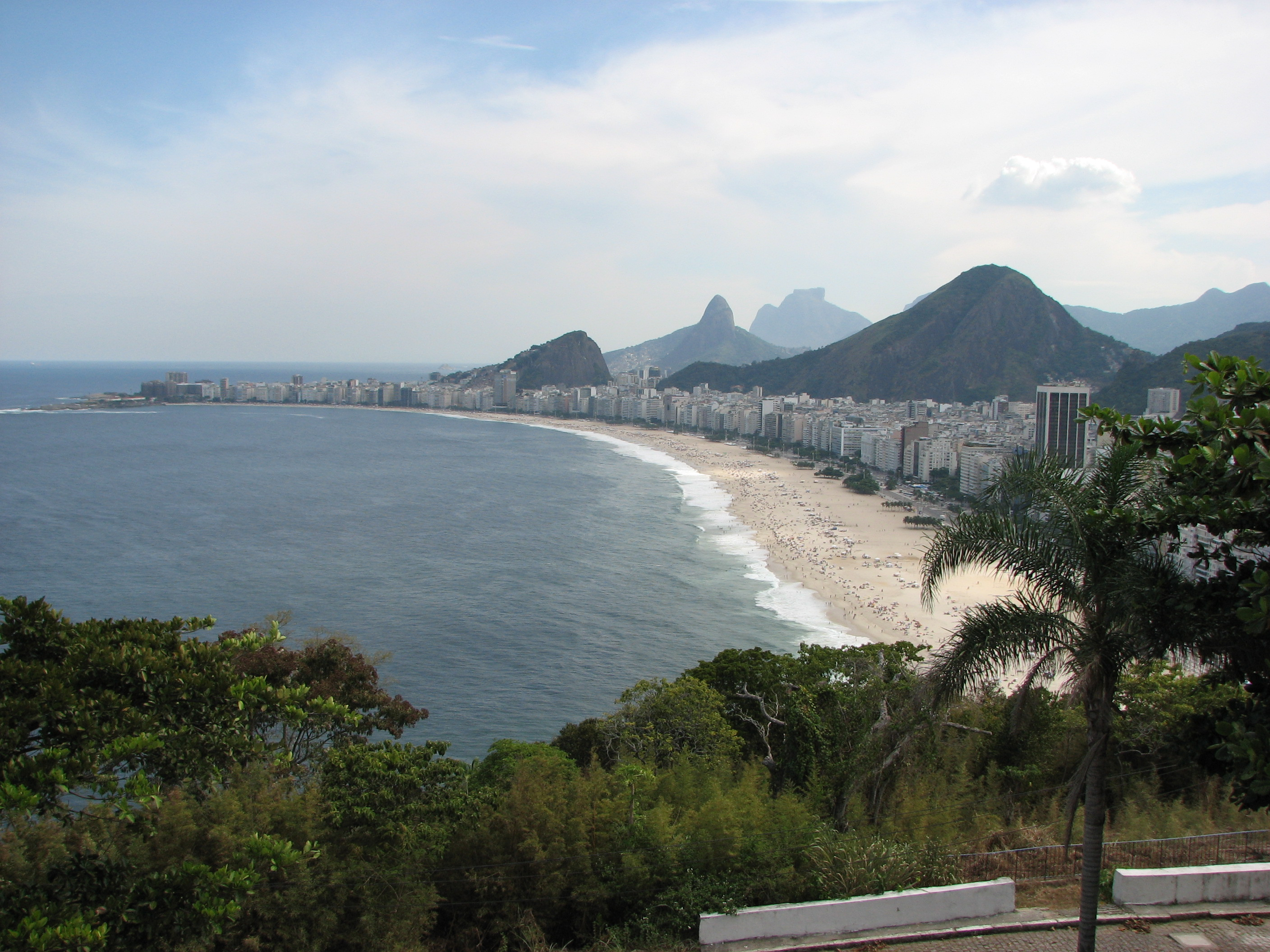
La spiaggia di Copacabana.

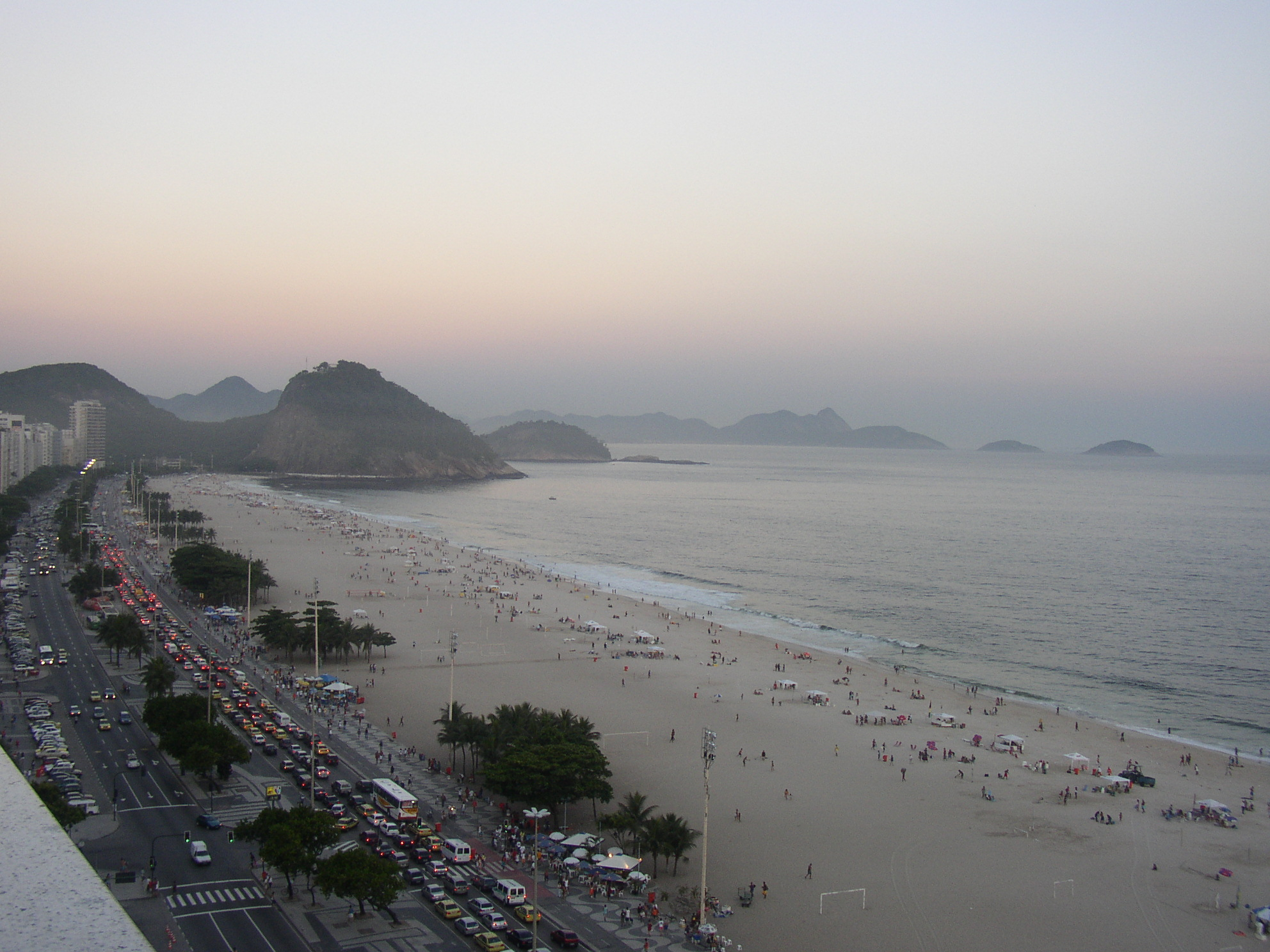
La spiaggia al crepuscolo.

## Amministrazione
Copacabana fu istituito come bairro a sé stante il 23 luglio 1981 come parte della omonima Regione Amministrativa V del municipio di Rio de Janeiro.

## Eventi

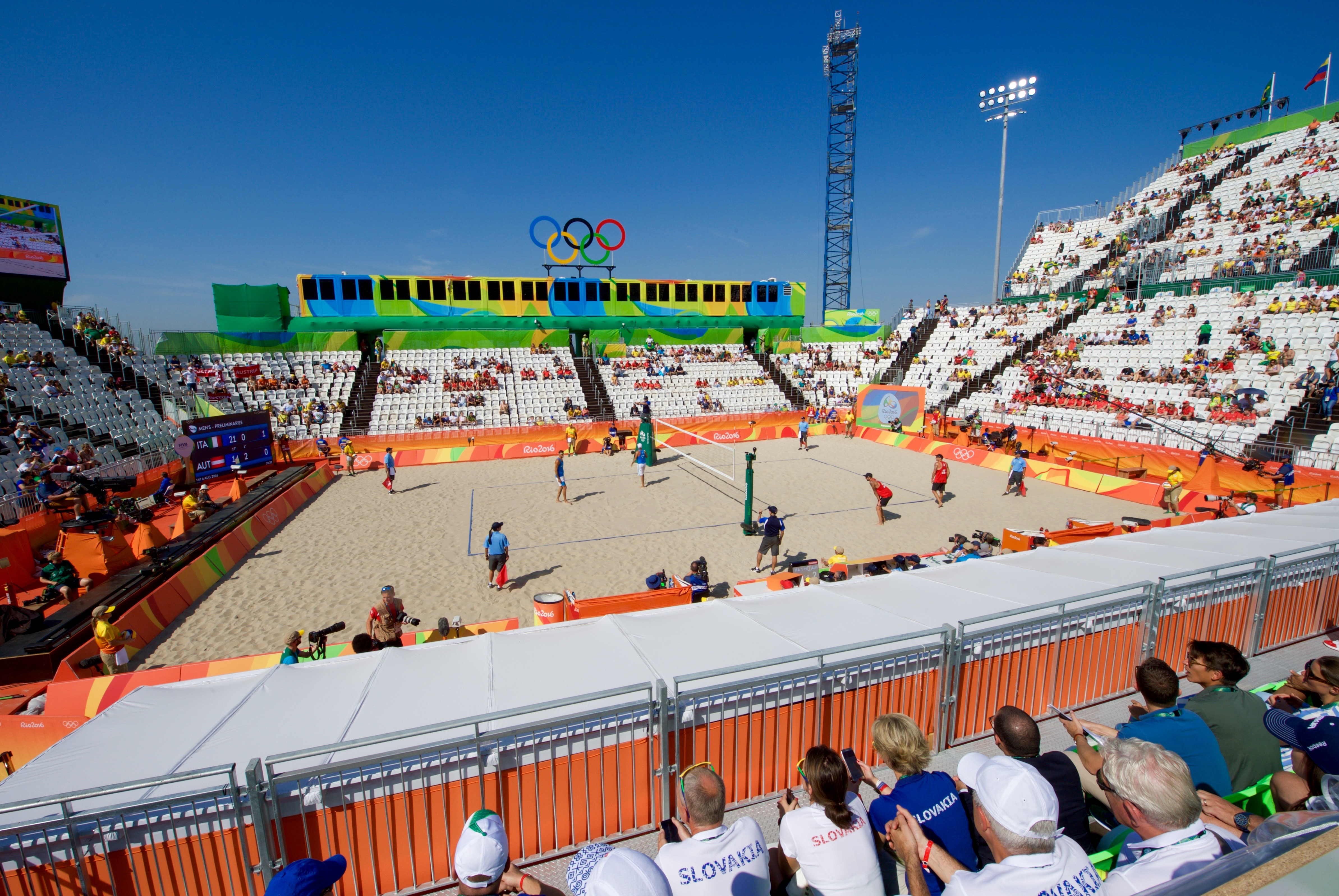
Lo stadio di beach volley allestito sulla spiaggia di Copacabana in occasione delle Olimpiadi di Rio del 2016

La spiaggia è stata utilizzata per ospitare concerti, tra i quali:
- Il 31 dicembre 1994, i festeggiamenti di fine anno compresero un concerto di Rod Stewart.
- Il 21 marzo 2005, Lenny Kravitz si è esibito davanti a 300.000 persone.
- Il 18 febbraio 2006, i Rolling Stones hanno attirato sulla spiaggia 1.300.000 spettatori.
- Il 7 luglio 2007, la spiaggia ha ospitato la parte brasiliana del concerti del Live Earth, alla presenza di 400.000 persone. Si sono esibiti Lenny Kravitz, Jorge Benjor, Macy Gray, O Rappa, Pharrell Williams ed altri artisti.
- Tra il 23 e il 28 luglio 2013 ha ospitato la festa di accoglienza dei giovani, la Via Crucis e la celebrazione eucaristica conclusiva durante la XXVIII GMG presieduta da papa Francesco alla presenza di oltre tre milioni di giovani.[5]
- Nell'agosto 2016 ha ospitato i tornei di beach volley delle Olimpiadi del 2016.
- Il 4 maggio 2024 sulla spiaggia di Copacabana si è svolto il concerto conclusivo del The Celebration Tour di Madonna, attirando 1 milione e 600 mila persone.
- Il 3 maggio 2025 sulla spiaggia di Copacabana si è svolto il concerto gratuito di Lady Gaga con oltre 2 milioni di persone, superando il record di pubblico dell'anno precedente del tour conclusivo di Madonna.